# Lotte Friis
Pour les articles homonymes, voir Friis.
Lotte Friis, née le 9 février 1988 à Hørsholm au Danemark, est une nageuse danoise.

## Palmarès

### Jeux olympiques
- Jeux olympiques de 2008 à Pékin ( Chine)
  -  Médaille de bronze du 800 m nage libre

### Championnats du monde

#### En grand bassin
- Championnats du monde 2009 à Rome ( Italie)
  -  Médaille d'or du 800 m nage libre
  -  Médaille d'argent du 1 500 m nage libre
- Championnats du monde 2011 à Shanghai ( Chine)
  -  Médaille d'or du 1 500 m nage libre
  -  Médaille d'argent du 800 m nage libre
- Championnats du monde 2013 à Barcelone ( Espagne)
  -  Médaille d'argent du 800 m nage libre
  -  Médaille d'argent du 1 500 m nage libre

#### En petit bassin
- Championnats du monde 2012 à Istanbul ( Turquie)
  -  Médaille d'argent du 800 m nage libre

### Championnats d'Europe

#### En grand bassin
- Championnats d'Europe 2008 à Eindhoven ( Pays-Bas)
  -  Médaille de bronze du 1500 m nage libre

- Championnats d'Europe 2010 à Budapest ( Hongrie)
  -  Médaille d'or du 800 m nage libre
  -  Médaille d'or du 1500 m nage libre
  -  Médaille de bronze du 400 m nage libre

#### En petit bassin
- Championnats d'Europe 2004 à Vienne ( Autriche)
  -  Médaille d'argent du 800 m nage libre

- Championnats d'Europe 2007 à Debrecen ( Hongrie)
  -  Médaille d'or du 800 m nage libre

- Championnats d'Europe 2008 à Rijeka ( Croatie)
  -  Médaille de bronze du 800 m nage libre

- Championnats d'Europe 2009 à Istanbul ( Turquie)
  -  Médaille d'or du 800 m nage libre
  -  Médaille d'argent du 400 m nage libre

- Championnats d'Europe 2011 à Szczecin ( Pologne)
  -  Médaille d'argent du 400 m nage libre
  -  Médaille d'or du 800 m nage libre

- Championnats d'Europe 2012 à Chartres ( France)
  -  Médaille d'or du 800 m nage libre
  -  Médaille d'argent du 400 m nage libre

- Championnats d'Europe 2013 à Herning ( Danemark)
  -  Médaille d'argent du 400 m nage libre
  -  Médaille d'argent du 800 m nage libre